# Combinada nòrdica als Jocs Olímpics d'hivern de 1980
Als Jocs Olímpics d'Hivern de 1980 celebrats a la ciutat de Lake Placid (Estats Units) es disputà una prova de combinada nòrdica en categoria masculina.
La competició se celebrà entre els dies 18 (prova de salt amb esquís) i 19 de febrer (prova de 15 quilòmetres d'esquí de fons) de 1980 a les instal·lacions esportives de Lake Placid. Hi participaren un total de 31 esquiadors de 9 comitès nacionals diferents.

## Resum de medalles
| Prova     | Or             | Argent            | Bronze         |
| Combinada | Ulrich Wehling | Jouko Karjalainen | Konrad Winkler |

## Medaller
| Posició | País      | Or | Argent | Bronze | Total |
| 1       | RDA       | 1  | 0      | 1      | 2     |
| 2       | Finlàndia | 0  | 1      | 0      | 1     |
|         |           |    |        |        |       |
| Total   | Total     | 1  | 1      | 1      | 3     |